# Luke Letcher
Luke Letcher (11 de junho de 1994) é um remador australiano, medalhista olímpico.

## Carreira
Letcher começou a remar aos 13 anos no Radford College no ACT e sua profissionalização foi no Black Mountain Rowing Club. Ele conquistou a medalha de bronze nos Jogos Olímpicos de Verão de 2020 em Tóquio com a equipe da Austrália no skiff quádruplo masculino, ao lado de Jack Cleary, Caleb Antill e Cameron Girdlestone, com o tempo de 5:33.97.